# Karabinek Mauser Kar98
Karabiner 98 (Kar98, Kar98A, Kar98AZ) – niemiecki karabinek powtarzalny, opracowany jako skrócona i lżejsza wersja karabinu Gew98.

## Historia

### Geneza
Pod koniec XIX wieku w Niemczech prowadzone były prace nad nowym karabinem piechoty, który miałby zastąpić karabin Gew88. Równolegle, prowadzone były prace nad karabinkiem, konstrukcyjnie związanym z opracowywanym karabinem.
W tym okresie podstawowym uzbrojeniem piechoty były długie karabiny. Jednakże w oddziałach kawalerii oraz pomocniczych (m.in. artyleria, saperzy) ich gabaryty były niepraktyczne, dlatego też uzbrajano je w karabinki. Często karabinki wywodziły się konstrukcyjnie z karabinów, powstawały m.in. przez skrócenie lufy i zastosowanie lżejszych łóż.

### Versuchskarabiner 98 i Karabiner 98A
W roku 1898 wyprodukowano pierwsze egzemplarze nowego karabinka, które przekazano wybranym jednostkom do testów. Oznaczono go jako Versuchskarabiner 98, czyli karabinek próbny wzór 98. Ogółem powstało ok. 3000 tych karabinków. Z wyglądu przypominał trochę karabinek Kar88 – łoże sięgało aż do wylotu lufy, zaś nakładka całkowicie zakrywała lufę od góry. Całość zakończona była okuciem, które stanowiło jednocześnie podstawę oraz osłonę muszki. Karabinek miał bączek tylny, wąski z kanalikiem oraz stałym strzemieniem po lewej stronie. Bączek trzymany był przez sprężynę, tak jak w karabinie Gew98. W broni zastosowano krzywiznowy z krzywizną w ramieniu wyskalowany od 200 do 1200 m. Rączka zamka była wygięta i opuszczona w dół, dzięki czemu przylegała do łoża. Kabłąk był trochę mniejszy niż w karabinie i nie miał otworu do klamry pasa. Pas mocowany był do boku kolby poprzez przeciągnięcie przez podłużny otwór i następnie blokowany klamrą po prawej stronie. Konstruktorzy karabinka nie przewidzieli możliwości mocowania do niego bagnetu.
Testy przeprowadzone w jednostkach wyszły niezbyt korzystnie i karabinki próbne dość szybko wycofano. W ich miejsce wprowadzono drugi wzór karabinka określany jako Karabiner 98A. Litera „A” występująca w oznaczeniu została wzięta od niemieckiego słowa Aufpflanzvorrichtung, co znaczy nasada bagnetu. Karabinek Kar98A był w nią wyposażony dzięki czemu istniała możliwość stosowania bagnetu umocowanego na wspomnianej broni. Karabinek ten występował w kilku, nieznacznie różniących się od siebie odmianach dla kawalerii oraz artylerii.

### Einheitskarabiner 98
W czerwcu 1902 roku decyzją Cesarza Wilhelma oficjalnie przyjęto do wyposażenia nowy, wspólny dla wszystkich jednostek wzór karabinku oznaczony jako Einheitskarabiner 98, czyli karabinek ujednolicony wzór 98.
W stosunku do poprzedników uległ zmianie celownik. Był nieco większy i wyskalowany od 300 m do 1800 m. Karabinek nie miał tylnego bączka, łoże było gładkie i sięgało do bączka przedniego. Był on podobny do tego zastosowanego w karabinie Gew98, lecz nie miał haczyka tylko stały strzemień z lewej strony. Wodzidło bagnetu i otwór na wycior opuszczone były o kilka milimetrów. Przez otwór w komorze nasady, bezpośrednio pod lufą, przechodziła cienka, przednia część łoża. Sięgała ona aż do wylotu lufy, która zakończona była osłoną podstawy muszki. Nakładka sięgała od podstawy celownika do bączka.
Pierwsze wzory karabinków Kar98 projektowane były do amunicji z pociskami tępołukowymi Patrone 88. W 1905 roku przyjęto nowy typ amunicji z pociskami ostrołukowymi S-Patrone. Próby z dostosowaniem produkowanych karabinków do nowej amunicji zakończyły się fiaskiem. Podczas strzelania nową amunicja obserwowano dużo odrzut, huk i błysk, co było niedopuszczalne. Wobec tego w roku 1905 zakończono produkcję karabinków Einheitskarabiner 98. W sumie, w ciągu trzech lat, w Arsenale Królewskim w Eufurcie wyprodukowano około 20 000 egzemplarzy. Większość z nich trafiła w ręce żołnierzy Niemieckiego Wschodnio-Azjatyckiego Korpusu Ekspedycyjnego oraz do jednostek stacjonujących w Afryce.

### Karabiner 98AZ

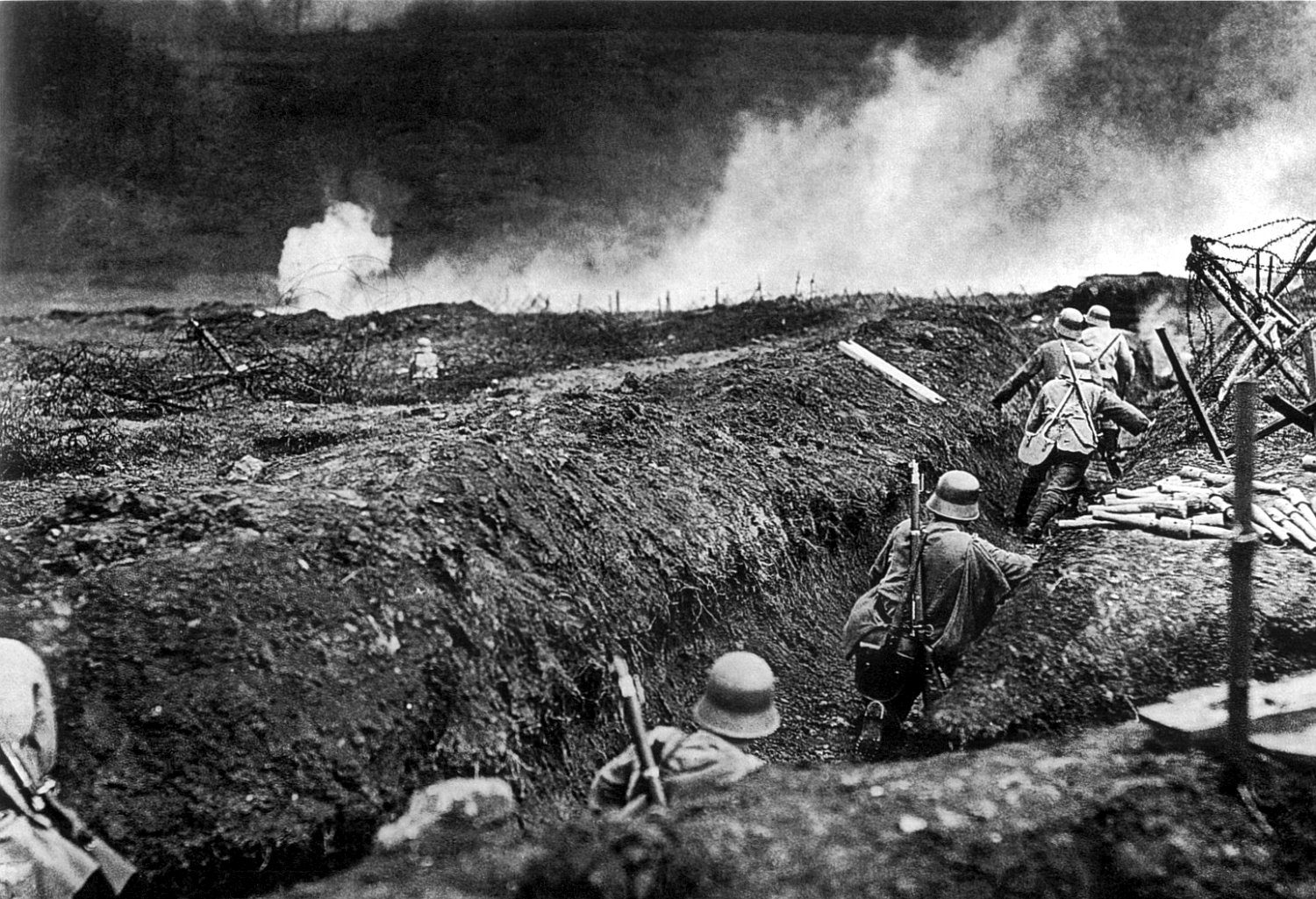
Niemiecka grupa szturmowa (Sturmtruppe) uzbrojona w karabinki Kar98AZ. Sedan 1917 r.

W roku 1908 wprowadzono nowy typ karabinku zastępujący dotąd używane karabinki Einheitskarabiner 98. Otrzymał on zwyczajową nazwę Karabiner 98AZ (Kar98AZ). Litery oznaczały kolejno „A” – Aufpflanzvorrichtung, czyli nasada bagnetu, „Z” Zusammensetzvorichtung, czyli koźlik. Oficjalnie jednak na komorach zamkowych wybijano jedynie oznaczenie Kar. 98. Nazwa nieoficjalna funkcjonowała dla rozróżnienia tego konkretnego wzoru.
Kar98AZ projektowany był od początku do nowej amunicji z pociskami S-Patrone. Zastosowano dłuższą lufę, co zmniejszyło odrzut i płomień wylotowy do akceptowalnego poziomu. Kolba przechodziła w łoże sięgające prawie wylotu lufy. Nakładka na lufę sięgała od tulei komory oporowej do bączka przedniego. W nakładce umiejscowiony był otwór, w którym znajdowała się podstawa celownika. Bączek przedni był blisko wylotu lufy, cofnięty tylko nieco ponad długość wodzidła bagnetu. Muszka miała osłonę chroniącą ją z boków. Od strony wylotu miała ona specjlany zaczep służący do mocowania ochraniacza wylotu lufy. W okresie I wojny światowej zaczep ten wykorzystywano także podczas montażu tłumika płomieni. Na spodzie łoża, za bączkiem przednim umieszczony był koźlik. Służył on głównie do ustawiania karabinów w kozioł. W poprzednich wzorach karabinków nie było to możliwe.
Karabinek Kar98AZ miał niemal identyczną komorę zamkową jak w karabinie Gew98. Jednakże w przypadku karabinka inne były wymiary komory ryglowej. Ponadto komora zamkowa była oksydowana na czarno. Rączka zamka zagięta była w dół, jednak w przeciwieństwie do poprzednich wzorów karabinków zakończona była metalową kulką.
W czasie I wojny światowej karabinki wykorzystywane były w kawalerii, artylerii, oddziałach rowerzystów, saperów, jednostkach łączności, lotnictwie, marynarce wojennej oraz w oddziałach transportowych. Ponadto chętnie korzystali z nich niektórzy snajperzy oraz członkowie oddziałów szturmowych Sturmtruppe.
Produkcja karabinków odbywała się tylko w Arsenałach Królewskich, razem w latach 1908–1918 powstało około 1,5 mln egzemplarzy. Największą liczbę wyprodukował Arsenał w Erfurcie. W czasie I wojny światowej w konstrukcji karabinków wprowadzono pewne modyfikacje. Wprowadzono żłobienia chwytowe po bokach łoża oraz podstawę do rozbierania zamka. Ponadto karabinki produkowane od 1916 miały w większości łoża wykonane z drewna bukowego, zamiast drewna orzechowego.

### Konstrukcje wzorowane na Kar98AZ
Po zakończeniu I wojny światowej podstawowym uzbrojeniem nowo utworzonej Reichswehry stały się zmodernizowane karabiny Gewehr 98, które wykorzystywano pod oznaczeniem Karabiner 98b. Zmieniono, także oznaczenie karabinka Kar98AZ na Karabier 98a (w skrócie Kar98a).
W roku 1925 produkcję nieco zmodyfikowanych karabinków Kar98AZ podjęto również w Polsce, pod oznaczeniem Karabinek wz. 98. Początkowo planowano, że karabinki wz. 98 będą podstawową bronią Wojska Polskiego, zastępując długie karabiny Mauser. Jednakże poważną wadą karabinków wz. 98 było słabe mocowanie bagnetu. W przypadku formacji pomocniczych wada ta nie miała dużego znaczenia, jednakże dla oddziałów piechoty był to duży problem. Wobec w Polsce tego postanowiono opracować nowy wzór karabinka, który nie posiadałby wad Kar98AZ. Nowy karabinek wprowadzono na wyposażenie Wojska Polskiego pod oznaczeniem karabinek wz. 29.
Podobne konstrukcje powstały także w innych państwach: np. czechosłowacki karabinek vz. 24 oraz belgijski karabinek M1924/30.

## Dane techniczne
|                                   | Versuchskarabiner 98      | Einheitskarabiner 98      | Karabiner Kar98AZ        | Karabinek wz. 98       | Karabinek wz. 29       | Karabinek vz. 24         | Karabinek M1924/30 |
| --------------------------------- | ------------------------- | ------------------------- | ------------------------ | ---------------------- | ---------------------- | ------------------------ | ------------------ |
| Państwo pochodzenia               | Cesarstwo Niemieckie      | Cesarstwo Niemieckie      | Cesarstwo Niemieckie     | Polska                 | Polska                 | Czechosłowacja           | Belgia             |
| Kaliber                           | 7,92 mm                   | 7,92 mm                   | 7,92 mm                  | 7,92 mm                | 7,92 mm                | 7,92 mm                  | 7 mm               |
| Nabój                             | 7,92 × 57 mm (Patrone 88) | 7,92 × 57 mm (Patrone 88) | 7,92 × 57 mm (S-Patrone) | 7,92 × 57 mm (wz. „S”) | 7,92 × 57 mm (wz. „S”) | 7,92 × 57 mm (S-Patrone) | 7 × 57 mm          |
| Długość broni [mm]                | 950                       | 945                       | 1100                     | 1100                   | 1100                   | 1100                     | 1097               |
| Długość lufy [mm]                 | 440                       | 430                       | 600                      | 600                    | 600                    | 590                      | 590                |
| Masa broni [kg]                   | 3,5                       | 3,4                       | 3,9                      | 3,9                    | 3,9                    | 4,1                      | 3,9                |
| Prędkość początkowa pocisku [m/s] | bd.                       | bd.                       | 860                      | 845                    | 845                    | 860                      | bd.                |

Źródło: .